# Bataille de La Tremblaye
Guerre de Vendée
Batailles
La bataille de La Tremblaye se déroule le 15 octobre 1793, lors de la guerre de Vendée. Les Républicains sont victorieux et s'emparent de la ville de Cholet.

## Prélude
L'armée de Mayence, continuait de progresser et incendiait tout sur son passage. Le 13 octobre, elle prenait Clisson puis Tiffauges et Torfou le 14. Le 13 octobre, Royrand et les 3 000 hommes de l'armée du Centre, repoussés par la division de Luçon du général Bard, forte de 3 500 soldats qui avaient incendié Les Herbiers et La Verrie, se réfugia à Mortagne.
Cependant les généraux vendéens décidèrent d'évacuer cette ville, de se replier sur Cholet et d'envoyer l'artillerie à Beaupréau. L'ordre fut rapidement exécuté, le 15 octobre les troupes du général Kléber entrèrent dans Mortagne qu'ils trouvèrent abandonnée, excepté par 1 500 prisonniers républicains que les Vendéens avaient oubliés dans leurs cellules.
De son côté, le général Alexis Chalbos avait reformé ses troupes à Bressuire et reprit sa marche. Les trois armées républicaines convergeaient vers Cholet où la bataille décisive semblait devoir se jouer.

## La bataille
D'Elbée, Lescure, Bonchamps et Royrand déployèrent leurs troupes à Saint-Christophe-du-Bois. D'Elbée avait envoyé un courrier à Charette lui demandant de prendre les Républicains à revers mais il n'avait reçu aucune réponse.
Le 15 octobre, les troupes de l'armée de Mayence, et de la division de Luçon passèrent à l'attaque près du château de La Tremblaye, au Sud-Ouest de Cholet. Cependant Lescure parvint à faire reculer la division de Luçon, épuisée par plusieurs journées de marche. Le général Bard, blessé, dut être remplacé par son lieutenant, l'adjudant-général Marceau. Mais Beaupuy arriva ensuite en renfort et repoussa les Vendéens. Lescure s'occupait de rallier ses hommes lorsqu'une balle l'atteignit à la tête et le blessa grièvement. Cela acheva de démoraliser les Vendéens qui crurent leur général mort et se replièrent sur Cholet.

## Conséquences
Dans la soirée, le conseil vendéen se réunit à Cholet alors que les soldats républicains campaient devant la ville. Les généraux voulaient défendre la place mais les troupes manquaient de munitions, l'artillerie et la poudre se trouvaient à Beaupréau avec le général Marigny. Le Prince de Talmont, général de cavalerie, fut donc chargé d'aller chercher ces munitions mais à quatre heures du matin, il n'était toujours pas revenu.
Finalement les généraux vendéens durent se résoudre à évacuer Cholet et à se replier sur Beaupréau, abandonnant la ville aux républicains.
Selon les Mémoires de Kléber, les Républicains ont perdu plus de 500 hommes contre 1 200  à   1 500 morts pour les Vendéens.